# Fredric Ulric von Putbus
Fredric Ulric von Putbus, född 19 april 1732, död 18 maj 1764 i Stralsund, var en svensk greve och militär.
Fredric Ulric von Putbus var son till arvlantmarskalken i Vorpommern och Rügen greve Moritz Ulrik Putbus och Christina Wilhelmina Lynar. Han blev musketerare vid Schwerinska regementet 1746, sergeant vid Posseska regementet 1749 och blev senare kapten där. von Putbus blev 1757 volontär vid kejserliga armén i Böhmen, där han bland annat deltog i belägringen av Prag. Han återkom till svenska armén i november 1757 och satte samma år upp 200 husarer för armén. von Putbus befordrades till major 1758, till överstelöjtnant samma år och till överste 1761. Han var 1761–1764 chef för Blå husarregementet. von Putbus blev 1760 riddare av Svärdsorden.